# Duke of Wellington

Wappen der Dukes of Wellington

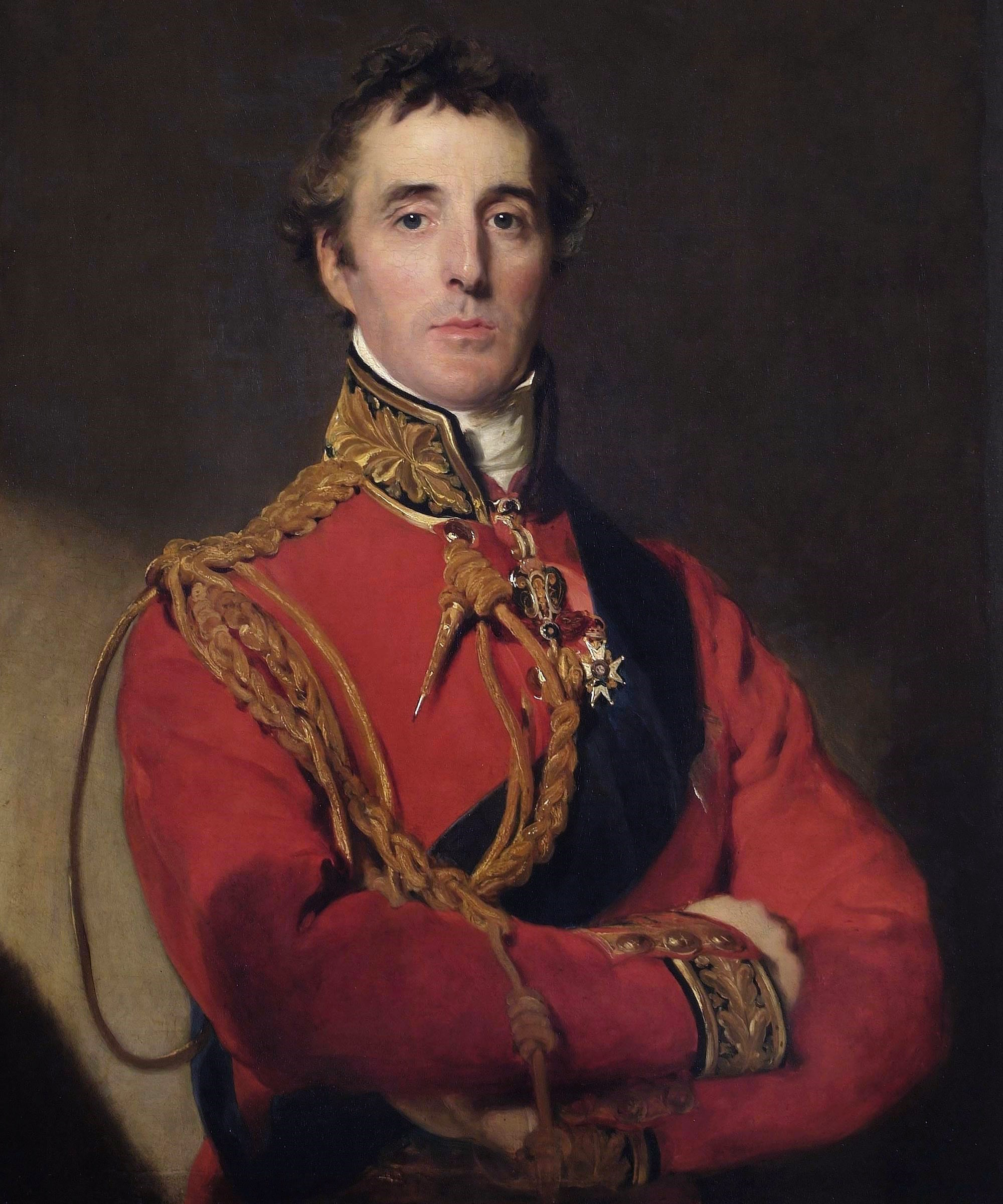
Arthur Wellesley, 1. Duke of Wellington

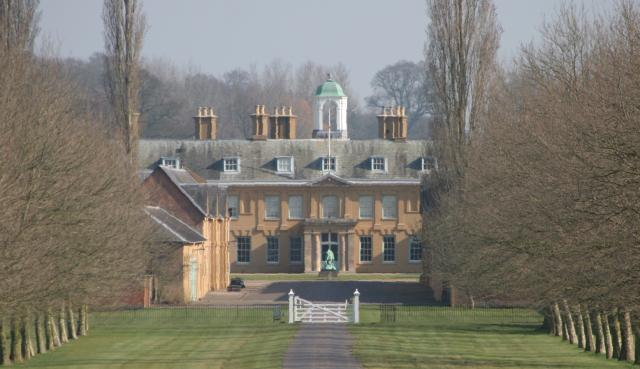
Stratfield Saye House

Duke of Wellington (deutsch Herzog von Wellington) ist ein erblicher britischer Adelstitel in der Peerage of the United Kingdom, der nach der Stadt Wellington in Somerset benannt ist.
Familiensitz der Dukes ist Stratfield Saye House in Stratfield Saye, Hampshire. Die Londoner Stadtresidenz der Dukes, Apsley House, gehört heute dem English Heritage, wenngleich die Familie dort weiterhin ein Appartement besitzt.

## Verleihung
Der Titel wurde am 11. Mai 1814 dem britischen Feldmarschall Arthur Wellesley verliehen. Dieser war der bedeutendste britische Heerführer und Staatsmann der napoleonischen Zeit. Sein größter Erfolg war der Sieg über Napoleon Bonaparte zusammen mit Blücher in der Schlacht bei Waterloo (1815). Später war er zweimal Premierminister des Vereinigten Königreichs.

## Nachgeordnete Titel
Wellesley war bereits am 4. September 1809 zum Viscount Wellington, of Talavera and Wellington in the County of Somerset, und Baron Douro, of Wellesley in the County of Somerset, ernannt worden, zum Earl of Wellington am 28. Februar 1812 und zum Marquess of Wellington am 4. Oktober 1812. Zusammen mit dem Dukedom wurde Wellesley außerdem der Titel eines Marquess Douro verliehen. Sämtliche vorgenannten Titel gehören ebenfalls zur Peerage of the United Kingdom.
Sein Sohn, der 2. Duke, erbte beim Tod seines kinderlosen Cousins zudem dessen Titel als 6. Earl of Mornington (geschaffen 1760), 6. Viscount Wellesley (geschaffen 1760) und 7. Baron Mornington (geschaffen 1746). Diese Titel gehören zur Peerage of Ireland. Er wurde hierdurch auch Oberhaupt der Familie Wellesley.
Der älteste Sohn des jeweiligen Dukes führt als Heir apparent den Höflichkeitstitel Marquess Douro, dessen ältester Sohn denjenigen eines Earl of Mornington, dessen ältester Sohn wiederum denjenigen eines Viscont Wellesley.

## Ausländische Titel
Außerdem wurde Arthur Wellesley auch zum 
Conde do Vimeiro (1811), Duque de Vitória und Marquês de Torres Vedras (1812) in Portugal,
Duque de Ciudad Rodrigo (1812) in Spanien und
Prins van Waterloo (1815) in den Niederlanden
erhoben.
Der jetzige Duke hatte den Titel eines Duque de Ciudad Rodrigo bereits im Jahr 2010 von seinem Vater, dem 8. Duke, übertragen bekommen. Dies ist bei spanischen Adelstiteln, anders als bei britischen, möglich und durchaus üblich. Für diesen Titel gilt nach Änderung der spanischen Gesetzgebung im Jahr 2005 die Primogenitur unabhängig vom Geschlecht.

## Liste der Dukes of Wellington (1814)
- Arthur Wellesley, 1. Duke of Wellington (1769–1852)
- Arthur Richard Wellesley, 2. Duke of Wellington (1807–1884)
- Henry Wellesley, 3. Duke of Wellington (1846–1900)
- Arthur Charles Wellesley, 4. Duke of Wellington (1849–1934)
- Arthur Charles Wellesley, 5. Duke of Wellington (1876–1941)
- Henry Valerian George Wellesley, 6. Duke of Wellington (1912–1943)
- Gerald Wellesley, 7. Duke of Wellington (1885–1972)
- Arthur Valerian Wellesley, 8. Duke of Wellington (1915–2014)
- Charles Wellesley, 9. Duke of Wellington (* 1945)

Titelerbe (Heir apparent) der älteste Sohn des aktuellen Titelinhabers Arthur Gerald Wellesley, Marquess of Douro (* 1978). 
Dessen Heir apparent ist dessen Sohn Arthur Darcy Wellesley, Earl of Mornington (* 2010). 

## Sonstiges
Die Duke of Wellington war ein britisches Dreidecker-Linienschiff mit Vollschiff-Takelung und Hilfsdampfmaschine.